# 羅貝爾三世 (阿圖瓦)
羅貝爾三世（法語：Robert III d'Artois，1287年—1342年10月6日至11月20日之間），博蒙勒羅歇伯爵，阿圖瓦的菲利普之子 ，阿圖瓦家族成員。

## 家庭
1320年左右，羅貝爾和瓦盧瓦的讓娜結婚，兩人共有兩個兒子：
1. 若望（1321年—1387年）
2. 查理（英语：Charles of Artois, Count of Pézenas）（1328年—1385年）